# 陈建华 (1965年)
陈建华（1965年8月—），江西星子人，汉族，中国共产党党员。中华人民共和国政治人物、第十三届全国人民代表大会河北省代表。

## 生平
曾任中国人民银行石家庄中心支行行长，现任中国人民银行征信中心党委书记。
2018年，陈建华被选为河北省出席第十三届全国人民代表大会代表。